# Koniče
Pour les articles homonymes, voir Konice.
Koniče (en serbe cyrillique : Кониче) est un village de Serbie situé dans la municipalité de Tutin, district de Raška. Au recensement de 2011, il comptait 186 habitants.

## Démographie
| 1948 | 1953 | 1961 | 1971 | 1981 | 1991 | 2002 | 2011 |
| ---- | ---- | ---- | ---- | ---- | ---- | ---- | ---- |
| 491  | 571  | 600  | 548  | 458  | 476  | 322  | 186  |

|  |